# Olsza (rejon krasninski)
Olsza (ros. Ольша) – wieś (ros. деревня, trb. dieriewnia) w zachodniej Rosji, w osiedlu wiejskim Gusinskoje rejonu krasninskiego w obwodzie smoleńskim.

## Geografia
Miejscowość położona jest nad Olszanką (dopływ Dniepru), 2 km od granicy z Białorusią, 5 km od drogi magistralnej M1 «Białoruś», 23 km od centrum administracyjnego osiedla wiejskiego (dieriewnia Gusino), 33,5 km od centrum administracyjnego rejonu (Krasnyj), 67 km od Smoleńska, 6 km od przystanku kolejowym Krasnoje.
W granicach miejscowości znajdują się ulice: Centralnaja, Zariecznaja.

## Demografia
W 2010 r. miejscowość zamieszkiwało 20 osób.

## Historia
W czasie II wojny światowej od lipca 1941 roku miejscowość była okupowana przez hitlerowców. Wyzwolenie nastąpiło we wrześniu 1943 roku.

## Urodzeni w dieriewni
- Siergiej Siemionowicz Tierieszczenkow (1938–2006) – radziecki kolarz torowy, dwukrotny złoty medalista mistrzostw świata w drużynowym wyścigu na dochodzenie (1963 r. i 1965 r.)